# 福井空襲
福井空襲（ふくいくうしゅう）は、太平洋戦争末期の1945年（昭和20年）7月19日から7月20日にかけての夜半、アメリカ軍が福井県の県都・福井市に対して行った空襲（都市爆撃）である。同県への空襲としては7月12日の敦賀空襲に続くもので、アメリカ軍の空襲損害評価報告書によると、福井市の密集地域に対する破壊率は富山大空襲と沼津大空襲に次いで高く、当時の市街地の9割近くが焼失した。福井大空襲といわれることも少なくない。

## 背景

### アメリカ軍の日本本土に対する空襲
奥住 (1988)は、アメリカ軍がマリアナ基地を出撃拠点として以降のB-29爆撃機による対日戦略爆撃の時期を
1. 第一期（1944年11月24日 - 1945年3月4日）：航空用発動機製作所をはじめとする航空機工場および軍需工場に対する、目視による白昼の高高度精密爆撃[4]
2. 第二期（1945年3月10日 - 1945年6月15日）：人口稠密な市街地を絨毯爆撃によって根こそぎ焼き払う、レーダーによる夜間・低空からの大都市焼夷空襲[5]
3. 第三期（1945年6月17日 - 1945年8月15日）：原則、4個航空団を駆使して地方都市を一夜に4つずつ、同時多発的に繰り返し空襲して、全国の市街地を焦土化した中小都市焼夷空襲[6]

の大きく3期に区分している。
上記した通り、アメリカ軍による日本本土への空襲は当初、昼間に1万メートルの高高度から航空機工場やインフラ施設に照準を絞って攻撃する「精密」爆撃であったが、日本列島上空に吹くジェット気流が強くて編隊を維持できなかったり、目標上空を覆う雲に視界を遮られたりするなどの影響を受け、目視での爆弾投下にノルデン爆撃照準器を使った爆撃方法による攻撃の精度が極めて低い結果となった。期待した戦果が挙げられなかったことと、日本側の対空防衛が当初の想定よりも貧弱であったことから、1945年（昭和20年）3月10日の東京大空襲以後は、夜間により低い高度から進入して都市全体を無差別に絨毯爆撃する方針に転換した。
沖縄作戦支援のため、同年4月16日から5月11日まで、B-29による大都市焼夷空襲は約1ヶ月の中断を挟んだが、その間にテニアン基地の西飛行場に第58航空団がインドからの移駐を完了させ、同年5月中旬以降に行われた空襲では、出撃1回あたりの参加兵力が合わせて4個航空団と作戦の規模が格段に強化された。

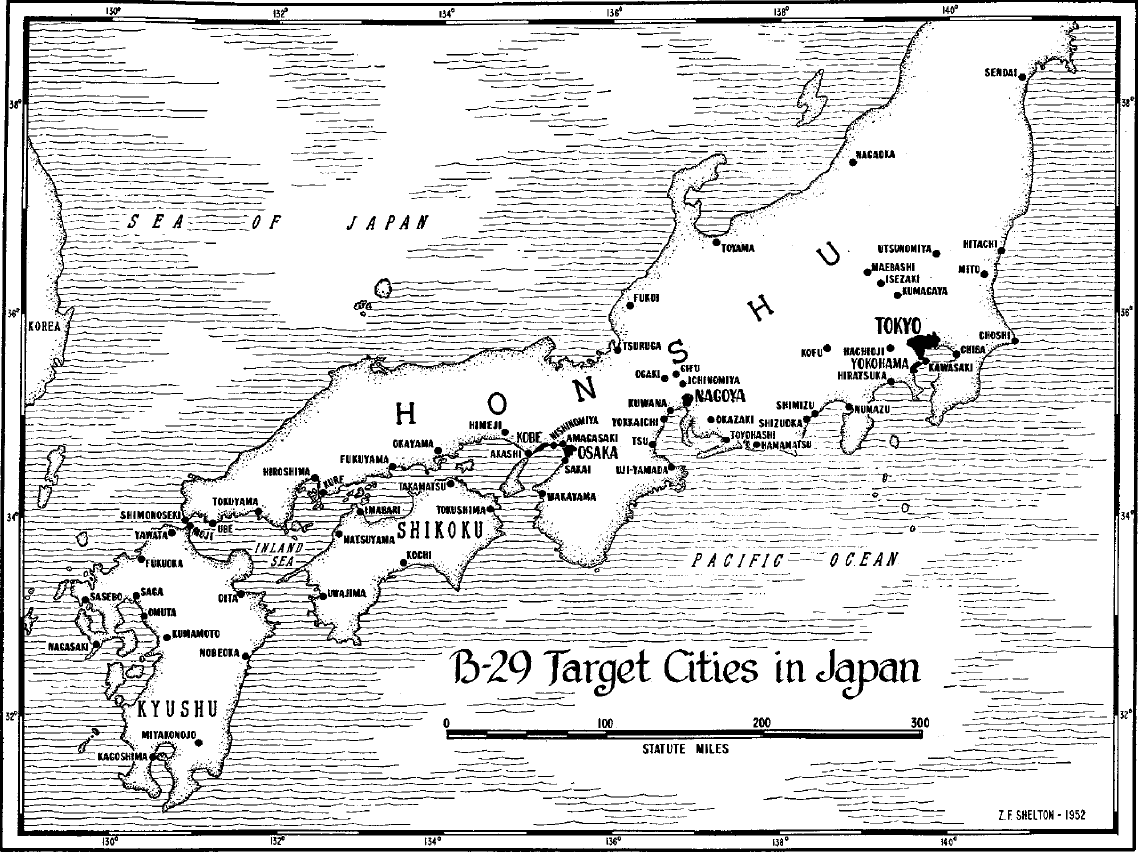
B-29の爆撃目標となった都市

やがて空襲の目標は主要な大都市から工業生産や兵站を支える中小都市に移行し、（アメリカ軍が市街地焼夷空襲の対象に設定した66の目標都市のうち、三大都市圏の7都市と、戦略的に特殊な広島・長崎の2都市を除けば）全国57の地方都市にも市街地空襲の被害が及ぶに至った。
その約2ヶ月にわたる第三期戦略爆撃の間、中小都市空襲が計16回実行されたうち、福井空襲が組まれたのは第10回目の作戦にあたる。
当初、アメリカ軍が一夜に4つの中小都市を同時攻撃する作戦の原則を立てたのは、日本側の防衛戦力を分散させるためであったが、日本側の中小都市の夜間防空体制は、実際にはアメリカ軍にとってほとんど問題にならないほど貧弱なものであった。全16回に及んだ中小都市空襲を通算しても、明らかに日本側の攻撃で損失したB-29の機数は、空対空と地対空を合わせても、たったの3機（損失機数全体の13%）にとどまっている。同様に、日本側の攻撃で損傷を受けたB-29は計84機とされ、その大部分は対空砲火によるものだったが、その他の原因による損傷も含めて、損傷の程度によって区分すると、約8割が「軽度の損傷」であったとされる。
アメリカ軍は中小都市空襲の作戦任務報告書の中で、日本側の防空戦力が弱かった要因について、次のように分析している。

### 市勢の概要

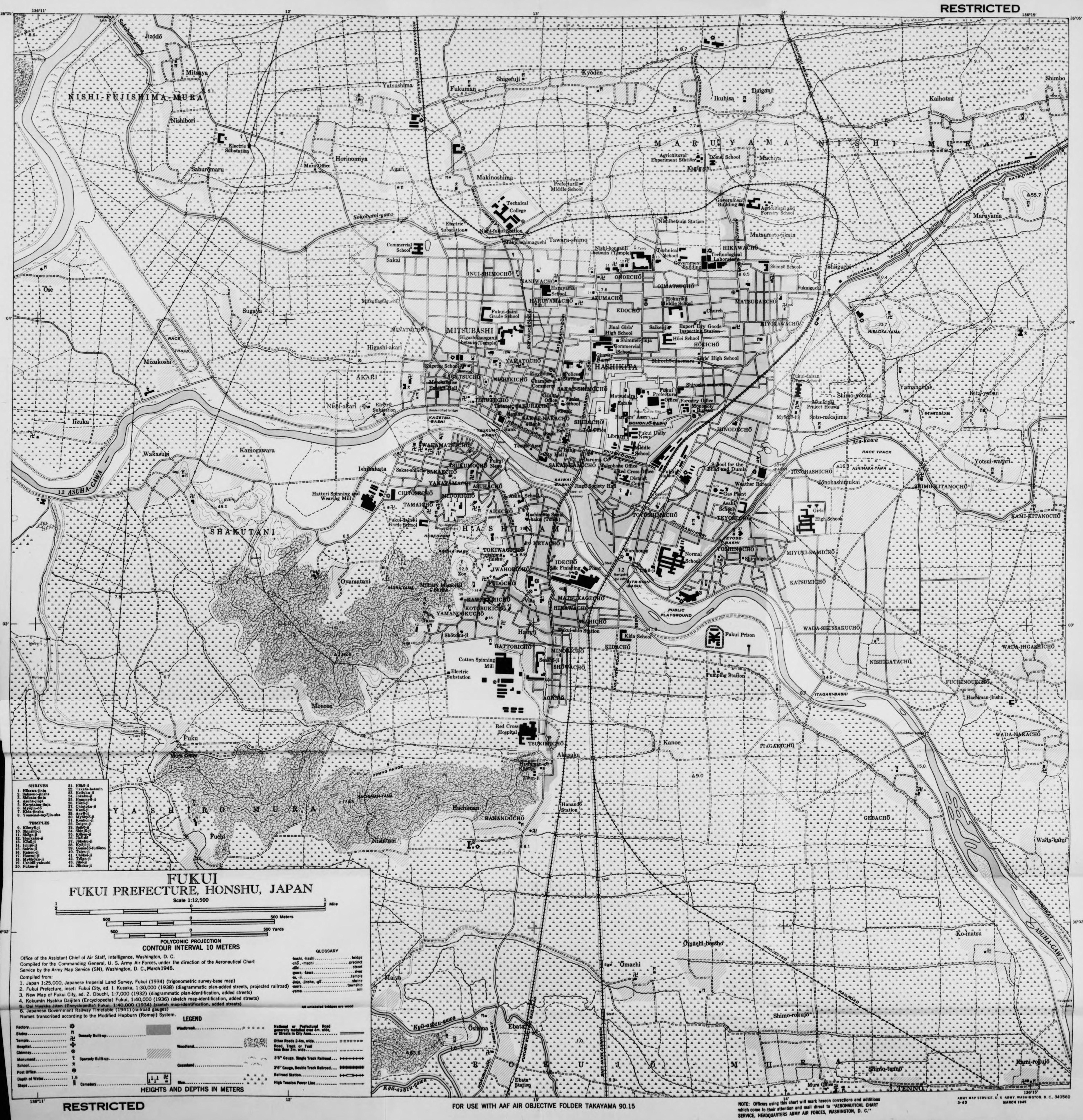
1945年当時の福井市街地図

福井市は城下町以来の旧市街地を中心市街地とし、郊外に新市街地を形成しながら、徐々に市街地を拡大していた。市経済の基盤となる産業は織物業で、往時の福井市は「繊維王都」の異名をとり、市の郊外や周辺町村には繊維関係の工場が多く立地していた。
アメリカ軍の戦略空軍最高司令官カーチス・ルメイが作成した報告書によると、攻撃目標とした福井市の地勢について、次のように記述されていた。

### 近辺の軍部隊・関連機関
福井市の約10 km南方に位置する今立郡神明町（現在の鯖江市三六町を中心とする一帯）には、1897年（明治30年）以来、帝国陸軍第9師団に所属する歩兵第36連隊が衛戍（駐屯）していた。
1940年（昭和15年）9月、それまで鯖江を衛戍地としていた歩兵第36連隊は、軍備改編および満洲移駐の命令を受け、10月10日をもって永久に同地を去ることとなる。同駐屯地を引き継いだ歩兵第136連隊（独立第63歩兵団所属）も、1943年（昭和18年）4月の改編により、5月に鯖江を離れ、岐阜に移駐する。同年6月、新たに迫撃第3連隊が編成され、鯖江を駐屯地とする。
その後、1945年（昭和20年）前半の改編により、迫撃第3連隊は廃止となり、迫撃第3連隊補充隊（中部第80部隊）として改組された。同補充隊は、迫撃第3連隊の要員をもって編成され、本部の人員は隊長以下33名、迫撃中隊は軽迫撃砲6門、二式十二糎迫撃砲2門、輜重車20輌、馬匹35頭を装備し、中隊長以下将校4名を含む計199名を定員として、迫撃3個中隊（人員597名）をもって編成された。同部隊は、本土決戦に備えて展開していた各師団に属する迫撃部隊要員に対する教育訓練および補充動員の編成を任務とし、迫撃第17、第25、第26大隊の編成を担当した。
1941年（昭和16年）4月以降、福井県全域を管轄区域とする福井連隊区は中部軍管区京都師管区に属し、1945年（昭和20年）に司令部が設けられると、それぞれ中部軍管区司令官は第15方面軍司令官を、福井連隊区司令官は福井地区司令官を兼務した。
空襲の時点で福井市内には、前記の福井連隊区司令部および福井地区司令部が置かれ、市内各所には中部第80部隊の一部が分駐していたほか、社村小山谷の笏谷石の採掘坑に整備した地下工場（福井五五工場）に舞鶴から海軍工廠造機工場が疎開していた。また近郊には、鯖江に陸軍病院、芦原の旅館「べにや」に陸軍病院分院、同じく「開花亭」に海軍病院分院があった。

## 経緯

### 県内の空襲被害

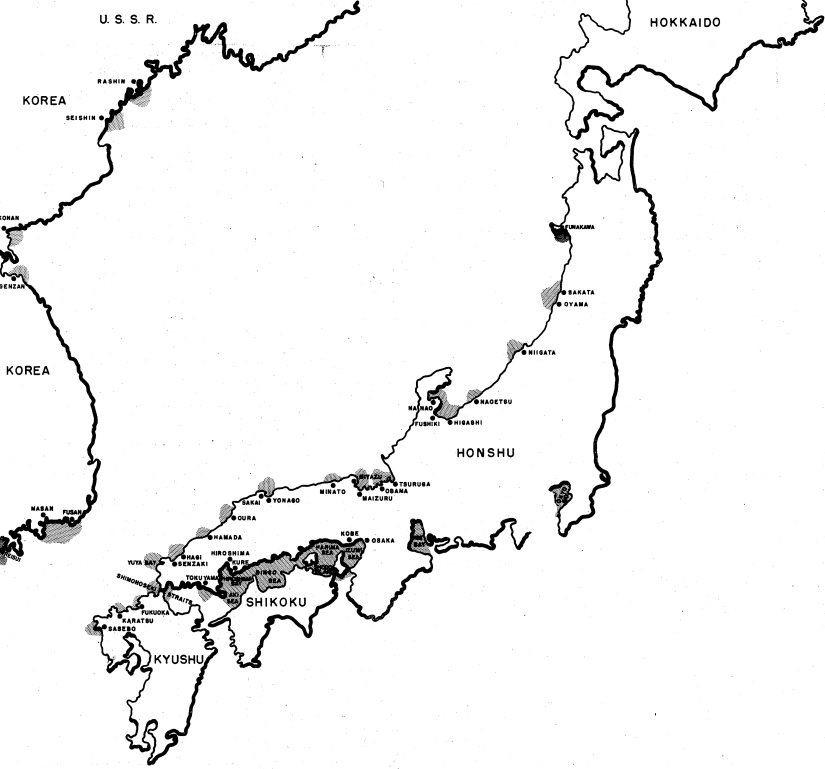
1945年7月末までに第20航空軍により機雷が投下された沿岸部

1945年（昭和20年）5月以降、終戦を迎える8月の初旬まで、アメリカ軍のB-29戦略爆撃機は若狭湾および福井県の周辺空域にたびたび進入し、同湾付近に数回にわたり、合わせて数百個以上（敦賀湾だけでも少なくとも329個以上）の機雷投下を行った。若狭湾への機雷投下は、日本海側の帝国海軍の要塞地帯であった舞鶴、および朝鮮との三大定期連絡港の一つとして海上輸送の拠点であった敦賀の両港の海上封鎖を狙ったものとされる。
沿岸部では機雷の爆発による被害があった。1944年（昭和19年）12月には、丹生郡鮎川（現在の福井市）の海岸で機雷が爆発し、近くの学校で窓ガラスが割れる被害があったほか、戦後の1950年（昭和25年）にも、丹生郡蒲生（現在の福井市越廼地区）の海岸で爆発し、同じく学校に被害があった。
敦賀市では機雷投下のたびに警報が発令されることが日常化していた。1945年（昭和20年）7月12日夜9時すぎに発令されたときも、またいつもの機雷投下だろうと楽観視されたが、同11時12分から約3時間にわたり、B-29爆撃機94機による焼夷弾の雨が降り、敦賀市は市街地の約7割が火に焼かれ、焦土と化した。これが日本海側の都市としては初の敦賀大空襲である。同市は、7月30日午前10時25分ごろにも再び空襲され、P-47艦載機6機による機銃掃射と小型爆弾の投下により、3戸が焼失、15人が死亡、1人が負傷し、船舶にも被害があった。さらに、8月8日午前9時にもB-29爆撃機1機による空襲があり、特に1トン爆弾が命中した東洋紡績工場では、学徒動員で来ていた中学生・女学生16人と引率の教師2人が死亡し、死者数は計33人に上った。3回にわたる空襲による敦賀市の被害は、被災者数19,300人、被災戸数4,119戸、死者数225人、負傷者数201人に上るとされている。
そのほか、8月2日夜9時ごろ、今立郡味真野村宮谷および北日野村西尾（現在の越前市南東部）に飛来したB-29が焼夷弾を投下し、5戸が全焼した。

### 防空対策
敦賀空襲の際に東洋紡績工場広場に高射砲陣地が敷かれ、敵機と交戦を繰り広げた敦賀市の防空体制に比べて、福井市においては、高射砲陣地や迎撃戦闘機といった対空戦力といえるものはほとんど配備されておらず、市中心部の福井銀行倉庫と是則運送店倉庫の屋上に対空機関銃が配備されていた程度で、防空体制とはいっても、ほとんど無防備に等しい状態であった。アメリカ軍の飛行計画書においても、「福井市地域の航空写真によれば、対空防衛施設の存在は何ら明らかにされていない。」と記されている。
福井市より約20 kmほど北に位置する坂井郡加戸村（現在の坂井市三国町加戸地区）には飛行機の発着可能な飛行場があったが、長野県下の飛行隊に属する数機と飛行将校（陸軍中尉）が常駐していたらしいと伝えられるのみで、福井市の空襲に対する防衛には全く役に立たなかったという。
したがって、福井市の防空対策は疎開と消火を中心とする消極的な対策にとどまり、頼みの綱は銃後の守りによるところが大きかったとみられる。

#### 銃後
福井県下においては1932年（昭和7年）、県の計画に沿って、福井市と敦賀市で県内最初の防空訓練が行われた。その後、1934年（昭和9年）には民間の防空団体である防護団を結成し、併せて防空監視哨の設置も進められた。監視哨は県内の約50か所に設置されたが、福井市では市役所屋上の1か所だけであった。1939年（昭和14年）には警防団令が発令され、福井市においても、警防団本部、特設分団および13の分団を組織し、市指定防護監視所を市内13か所（木田・毛矢・足羽・久保・花月・乾・片町・駅前・神明・尾上・進放・旭・勝見）に設けた。また、家庭防空組織として、町内会ごとに防空係や防空隣保班が組織された。1944年（昭和19年）3月には、福井県防空本部が設置された。同年11月より防空壕の建設が督励されたが、福井市は地下水位が高いために地下壕を作るには適せず、地上壕も市街地は人家が密集していて空閑地が少なく、資材・労力不足もあり建設は思うように進まず、空襲の時点でも2000基余りが作られていたのみで、郊外の地区では皆無のところもあったという。
福井市における最初の空襲警報は1945年（昭和20年）1月3日に発令され、同月だけでも3回あった。3月18日にはアメリカ軍機が市の上空を通過、7月に入ると警報は頻繁に発令されるようになった。県は6月29日付で「決戦防空緊急強化ニ関スル通牒」を発出し、灯火管制および待避訓練、防火用水の準備の徹底や、初期防火、緊急避難および罹災者収容の方法などを指示した。これを受けて、福井市防空本部においても実施要綱を策定し、7月4日から19日に被災するまで防空訓練が繰り返し実施された。
7月10日、鈴木貫太郎内閣は「空襲激化ニ伴フ緊急防衛対策要綱」を閣議決定し、アメリカ軍による都市爆撃の激化を踏まえて、防空態勢を強化するために全国規模で建物疎開をより徹底的かつ迅速に実施する方針を定めた。これにより、防空法を根拠とし、重要施設の周囲および鉄道沿線にある民家を一定の範囲内で強制撤去させる疎開事業の対象都市として、県内では福井市と敦賀市の2市が指定された。県は7月9日付の県報で地区を指定し、直ちに疎開作業が開始された。
鯖江の救援部隊（中部第80部隊）は関係当局の要請に応じて、将校以下約100名、輓馬約50頭、輜重車約50輌を直ちに福井市に派遣し、同市内の学校および寺院を仮宿または馬撃場として部隊を分駐させ、市の疎開活動を援助した。前夜に敦賀空襲を受け、事態が急迫してきた7月13日から県は、さらに輸送挺身隊510人、学生620人、営業馬車50台、貨物自動車15台を動員して疎開に協力させた。全体として労働力と輸送力は極めて乏しかったものの、市街地から郊外地域へと向かうルートは重要物資の疎開で渋滞した。
立ち退き期限の7月16日には疎開指定地区の約8割が立ち退きを完了し、19日からは建物の取り壊し作業が開始される予定であったが、取り壊しを開始した同日夜に福井市は空襲を受けることになる。

## 空襲の概況

### アメリカ軍側

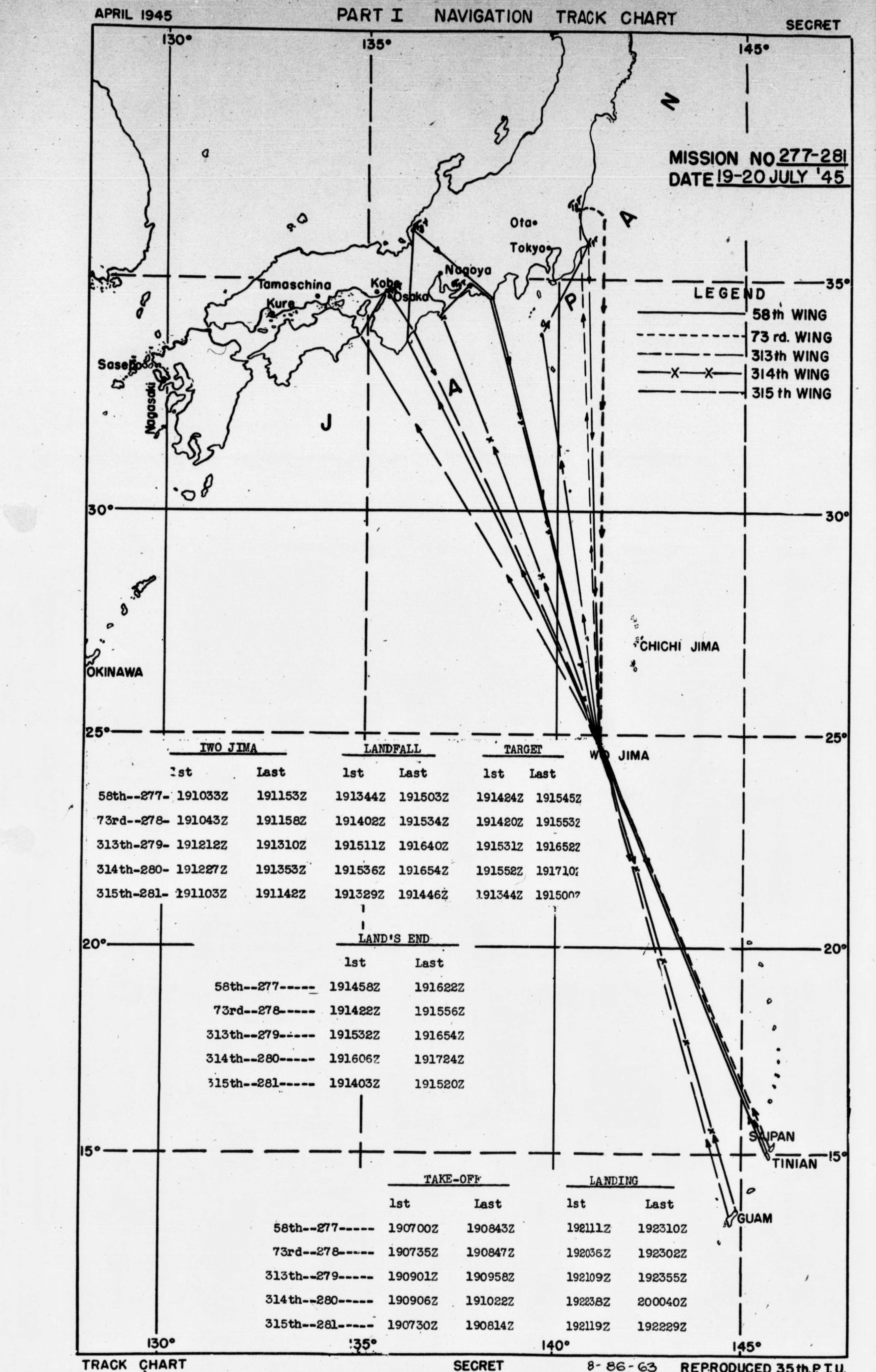
作戦当夜の米軍機の航路図（実線が福井空襲機）

7月19日、第20航空軍司令部野戦命令第2号により、第21爆撃軍団の第58、第73、第313、第314、第315爆撃航空団に対して、本州の4都市（福井、日立、銚子および岡崎）の市街地域ならびに尼崎の日本石油関西精製所を攻撃するよう、指令が下された。これらの都市は、空襲目標として選定された180の小工業都市の中に含まれていた。
マリアナ時刻（GMT+10）19日17時から18時43分の間に次々とテニアン島の基地を飛び立った第58航空団（作戦任務番号277）の4個航空群は、飛行計画通り、編隊を組まずに硫黄島上空を通過し、紀伊半島の木本の東方地点を陸地初視点とし、琵琶湖北端の葛籠尾半島を良好なレーダー初視点として飛行し、南方より目標の福井市へ来襲した。

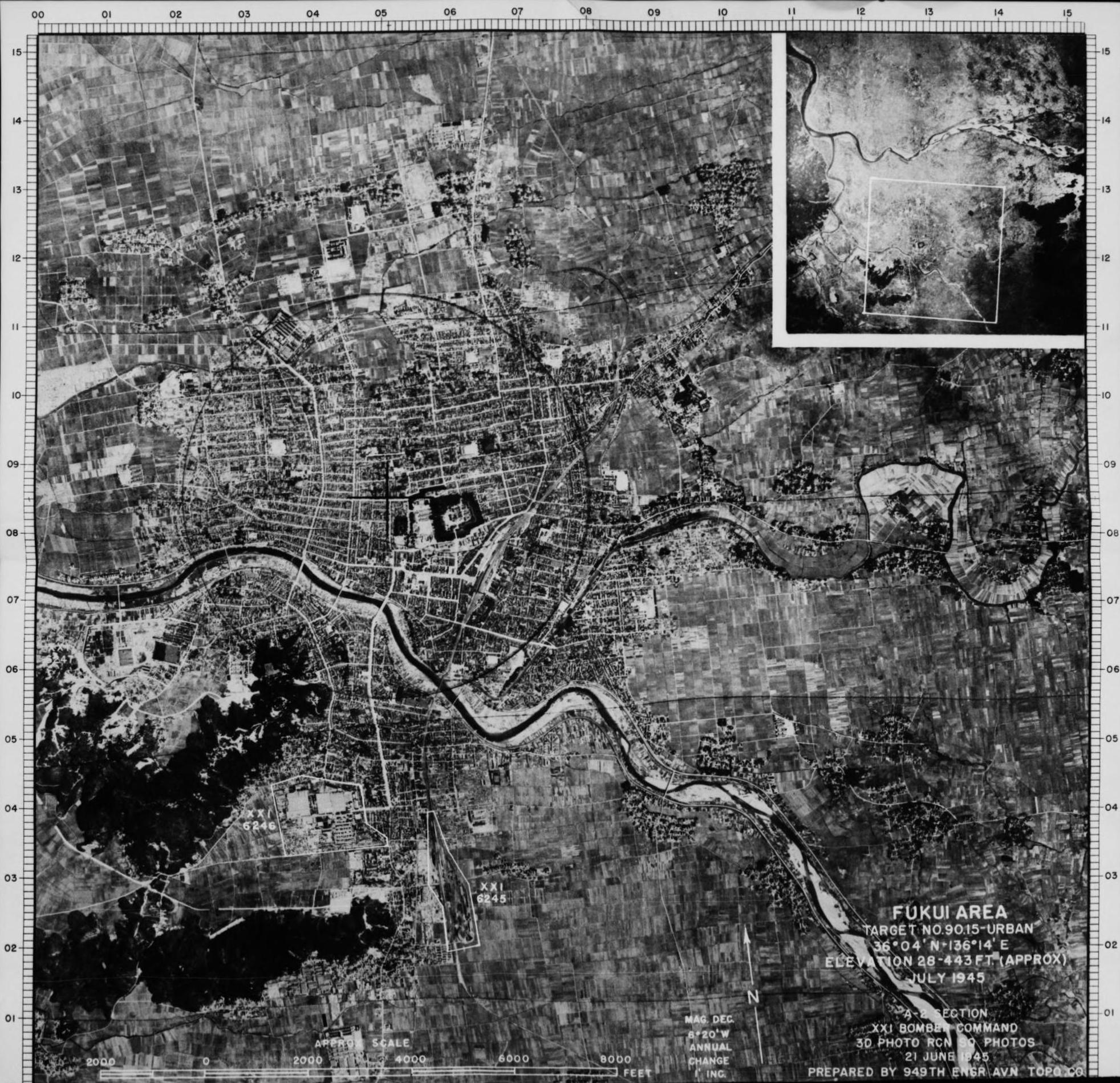
空襲目標地域となった福井市

福井市の上空では、主力部隊に先行する11機の先導機が、福井城址よりやや北西の辺りを爆撃の中心点としてマークし（右画像参照）、まず市北部上空に照明弾を投下。その灯火を目印として、続く主力のB-29爆撃機116機が、12,400フィート (3,800 m)から14,000フィート (4,300 m)の低高度より、総計953.4トンの爆弾を、114回は有視界、13回はレーダーで、日本時刻（GMT+9）19日午後11時24分から翌0時45分までの81分間にわたり投弾した。
第20航空軍司令部統計課が作成した日本本土空襲関係資料によれば、福井市に投下された爆弾は、3個航空群に500ポンド (230 kg)M69集束焼夷弾3,785発（計757トン）、残る1個航空群に100ポンド (45 kg)M47膠化ガソリン焼夷弾5,651発（計195トン）、そして30型焼夷弾30発（計2トン）と、高性能爆弾（500ポンドM64準徹甲爆弾）5発であった。照明弾は計5発、使用された。
集束焼夷弾は、M69（子弾）を48発の束にしてE46（親弾）の容器に入れたもので、これを空中で分解して、ガソリンが充填されたM69の六角弾筒を散布した。この焼夷弾の数は、上空で弾けた焼夷筒単位でみると、当時の福井市の人口1人あたり2発、1戸あたり7、8発の計算になる。
また、焼夷弾以外に高性能爆弾5発を投下した目的について、福井空襲史刊行会 (1978)は、同司令部作成の資料中の「焼夷弾と共に少数の高性能爆弾を使用することは、消防隊と市民防衛隊の不安を更に大きくし、焼夷弾に対する努力を分散させるのにいくらか利益がある。」との記述を引用して、日本側の官民の防災対策を攪乱するためであったのだろうと推察している。
市勢の概要節で引用したルメイ報告書の内容からすると、空襲目的は確かに工業や兵站の破壊に設定されていたものの、実際の空襲においては、爆撃の中心は工場ではなく市街地（住宅地）そのものであった。それは、平均弾着点が福井城郭の北西付近とされ、そこを中心とする半径4,000フィート (1,200 m)の範囲内（画像参照）に当時の福井市街の大部分が収まること、および前述したB-29の搭載爆弾が工業・住居混在地域の破壊に適した性能と数量を有していたことからいえる。全国でも最悪の水準の破壊率99.5%を記録した富山大空襲においても、郊外の軍需工場のほとんどが損害を受けることはなく、アメリカ軍は当初から非戦闘員の住民を標的にして空爆を行っていた事実が、機密解除されたアメリカ軍資料の調査研究から判明している。
福井空襲史刊行会 (1978)によれば、爆撃機は編隊を組まず、爆撃は個々の飛行機によって行われたとされる。一方、日本の空襲編集委員会 (1980)によると、爆撃機は28機と99機の2団に分かれて波状的に来襲したとされる。また、稲木 (1975)では、B-29部隊が福井へ飛来した方向は概ね南の方角であったろうとしながらも、福井市上空に近づいてからは、いくつかの小編隊に分かれて周辺で旋回したりして、多方面から市街地に接近し、爆撃したであろうことが、地上から様子を見ていた市民の目撃談とともに綴られている。
なお、B-29爆撃機は往路の途上、敦賀、立石岬、武生にて日本側の貧弱・不正確な対空砲火に遭遇したとされる一方、作戦参加機の半数以上が対空砲火は皆無だったと報告している。

### 日本側
7月19日午後10時55分頃、空襲警報が発令され、福井監視哨のサイレンが鳴り響くと同時に神明神社付近に火の手が上がる。それを目標にして焼夷弾の雨が容赦なく降り注ぎ、市街地は火の海と化した。
日本の空襲編集委員会 (1980)によると、最初の爆弾は市の東方に隣接する村に投下、福井市上空には東方から侵入し、市内への第一弾は、監視哨にいた市防空係長の話では、北部の神明神社または西別院方面とされる。そして、市の東方と西方へ連続的に投下され、市街地の周辺部を火の輪で囲った後、中心部に投下されるという徹底的な絨毯爆撃が行われたという。
城下町である福井市の中心部には、周りを石垣と堀で囲われた福井城本丸跡に県庁舎があり、その南を足羽川が流れている。焼夷弾による火に囲まれて逃げ場を失った市民は、熱を避けようとして堀や足羽川に飛び込み、そこで折り重なるように死んでいった。安全なはずの足羽川原も堤防の草に火が着き、川水には火のついた油脂が流れ、空から降ってくる焼夷弾の直撃を受けて亡くなる者もいた。
事前の防空訓練では、老人や子供は近くの防空壕や広場に避難することになっていたが、防空壕に逃げ込んで焼死・窒息死した者も無数にいた。境内が広く、避難者が集まっていた神明神社や西別院などでも多くの死者を出した。市民の多くは、バケツリレーなどによる消火訓練も繰り返し受けていたが、想定をはるかに超える事態を目の当たりにして、もはや消火活動は焼け石に水であり、とにかく着の身着のまま火の気のないところへ逃げるほかなかったという。
県庁舎も猛火に包まれ、情報活動の拠点であった防空監視隊本部も「福井市全滅」との一報を発したのを最後に通信が途絶した。
市内の火災は、翌日の明け方には勢いが衰え、燃えるものがほとんど燃え尽きた昼ごろに鎮火したとされるが、中には数日間燃え続けたところもあったという。
以上がいわゆる福井大空襲であるが、より小規模な空襲が他に同市内で発生していた可能性を示唆する目撃証言もいくつかある。大空襲当日の午前にも投弾のない空襲があったと話す県庁勤めの女性や、同じ日に新田塚付近で空襲警報とP-51戦闘機の爆音を聞いたという、学徒動員で農協に勤めていた男子、さらに、8月10日の夜10時すぎにB-29爆撃機1機が36発の焼夷弾を落としたとする詳細不明のアメリカ軍資料などである。

## 被害の概要

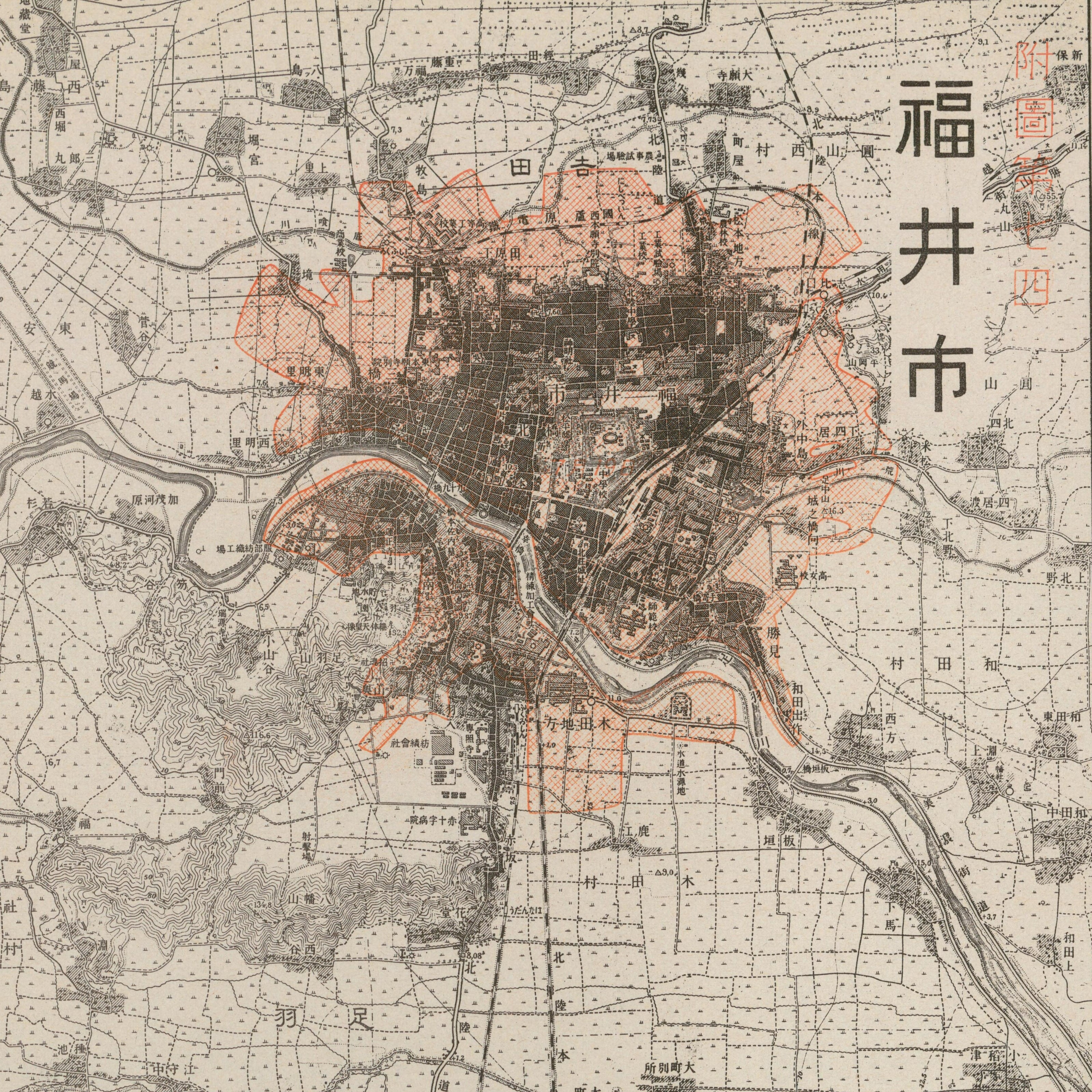
第一復員省資料課が作成した福井市の戦災概況図（赤い網掛け部が焼失区域）

福井市の被害統計は今もなお確定していないが、福井市復興本部援護課の「昭和二十年度福井市事務報告」によると、死亡者1,576人（女915人、男661人）、重傷後死亡者108人、重傷者1,210人、軽傷者5,209人、罹災世帯21,992戸（罹災前25,691戸）、罹災人口85,603人（罹災前103,049人）、半焼37戸とされる。
周辺農村部も含めた焼失面積は約180万坪 (594 ha)、罹災人口率は東京・八王子市（八王子大空襲）に次ぐ93.2%（全国2位）、家屋焼失率は96%とされる。アメリカ軍の資料によると、計画目標地域に対する破壊率は95.0%、密集地域に対する破壊率（面積焼夷率）は富山市（富山大空襲）の99.5%と沼津市（沼津大空襲）の89.5%に次ぐ84.8%（全国3位）とされる。
以上のように、1都市に対する1回の空襲による被害としては、全国有数の規模であった。これほどまでに被害が拡大したのは、アメリカ軍のB-29部隊の中でも最も練度の高い航空団の爆撃を受けたことや、空襲当夜の天候が快晴で視界良好と、攻撃側に有利な条件が重なったことが理由として挙げられる。
市街地のうち焼失を免れたのは次の地区のみである。
- 橋南地区 - 花堂町、月見町、葵町、昭和町、木田・山奥・春日・氷川・寿・不動・川上・千年各町の一部
- 東部地区 - 町屋・長本・志比口・四ツ井本町各町の一部
- 西部地区 - 明里町・東明里町の一部
- 北部地区 - 幾久町

木造建築物は言うに及ばず、鉄筋コンクリート造の建物も、市公会堂（市役所3階）が数発の焼夷弾を受けて全焼するなどし、市内のほとんどの建築物・施設が焼失した。
戦時下の通信施設として国防上の重要拠点だった福井郵便局電話室では、爆撃の最中ながらも電話回線を守るべく交換手業務に従事し続けていた若い女性職員20名と、彼女らを救出しに行った警防団員3名が殉職した。それ以外にも、官庁、会社、工場などの職場で多数の殉職者を出した。町内住民の避難誘導にあたった町内会長1名の死亡もあった。
市内の学校は、応急集団罹災所となっていた春山・豊・東安居・円山・啓蒙・道明の各国民学校および、福井商業学校、福井中学校、福井農林学校が焼け残ったのみで、市街地の学校は春山国民学校を除いて壊滅した。そのため、罹災した市民は周辺の村への二次避難を余儀なくされた。同年12月末日の時点で、福井市全体では14,650世帯、50,335人が疎開生活を送っていた。

## 救援

### 軍
軍の各部隊の活動の概要は次の通りである。
1. 特設警備隊は炎上中の倉庫の救援に向かい、多数の負傷者を収容し、翌日中に道路の啓開を完了させた。
2. 芦原と鯖江の陸海軍病院は他の部隊に先んじて駆けつけ、傷病者の診療にあたった。
3. 中部第80部隊の不発弾処理部隊は、警防団と連絡を取りながら不発弾を迅速に処理し、危険の未然防止に努めた。
4. 中部第80部隊は握り飯3万個をつくり、罹災者に送った。
5. 中部第80部隊、憲兵隊、地区司令部は、災害地の警備に尽力した。
6. 5.に加えて、給水班を組織し、罹災者に飲料水を供給した。

#### 中部第80部隊

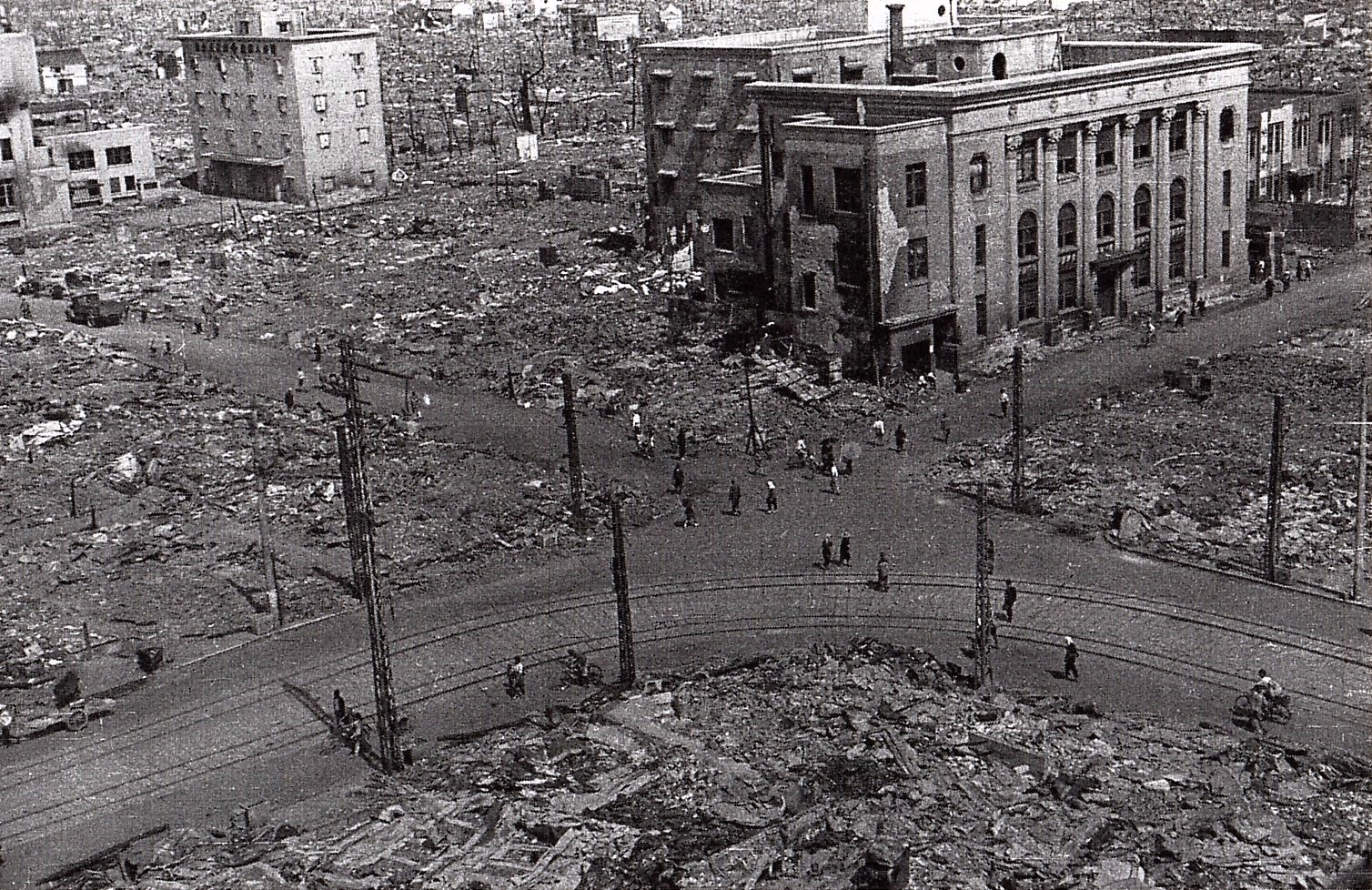
大名町交差点（7月30日撮影）

鯖江から福井に分駐し、疎開活動に従事していた救援部隊は、予定では7月19日に活動を終え、翌朝に福井を出発し、鯖江連隊に復帰することになっていた。しかし、その夜に不幸にも福井で空襲に遭うことになる。将兵らは空襲警報が鳴ったのを聞くなり、軍馬撃留場に繋留してあった愛馬に乗り、焼夷弾が降り注ぐ中を街はずれに退避し、鯖江連隊に復帰するべく、集団に分かれて暗闇の国道を南へ行進した。
鯖江の連隊補充隊は、福井の空襲を察知するや、直ちに非常呼集を行い、緊急態勢を整えた。補充隊長は、各中隊に福井市救援のための出動命令を下達し、現地副官とする少尉を同伴して、福井市へと向かった。途中、福井市街から退避してきた前述の救援部隊と合流し、同部隊は中隊長の指揮下に入り、補充隊の主力部隊に収容された。
先発隊が福井市に到着した頃には、B-29爆撃部隊は同市上空を去った後であり、同市中心部は猛烈な火勢で炎上中であった。先発隊は炎の中を必死で進み、大名町十字路付近に至って、連隊区司令部、県庁、市役所などと連絡協定を保とうとしたが、市内は灼熱地獄さながらの光景で、その所在の確認すらできず、これら関係機関との連絡は完全に途絶えてしまった。
とりあえず、花堂町、月見町、木田方面の延焼を防ぐため、橋南地区に2個中隊を投入して、建物の破壊消火活動に当たり、残存家屋の類焼を食い止めた。もう1個中隊は、市東部に迂回して、志比口、和田方面において、倉庫や格納庫に保管されていた食糧や軍需品などの搬出を援助しつつ、施設の防火活動にも当たった。
一方、鯖江に残留した連隊の監守要員は、同連隊の炊飯施設をフル稼働させて、軍用米で握り飯を約3万個（1人1食分程度）作り、20日午前10時に福井市の被災者らに届けた。
さらに、市内各所にはB-29により投下されたものの不発に終わった相当な量の不発弾が点在・埋没しており、それらによる危害の未然防止は緊急を要したため、同部隊は20日午後より、技術将校を長とする不発弾処理班2班を編成して福井市に急派し、その処理に当たった。

### 警防団
各地域の警防団、軍の特設警備隊および警察は、決死の覚悟で消火・救護・避難誘導などの活動にあたり、中でも福井市警防団は前記の通り、福井郵便局電話室で女子職員の救助中に3名の団員が殉職したほか、市内各地で避難者の誘導中に5名の団員が殉職した。
近隣の足羽郡東郷村や吉田郡松岡町・下志比村、今立郡鯖江町・中河村、丹生郡立待村・西安居村・三方村など、遠くは坂井郡三国町や石川県大聖寺町などの各町村からも警防団が応援に駆けつけ、遺体の収容や消火活動などに協力した。

### 救護隊
負傷者の救護には、鯖江陸軍病院、同分院、海軍病院分院の各救護班をはじめとする救護隊が駆けつけ、20日夕方までに一通りの応急手当てが完了した。地区司令部も臨時救護所を市衛生課内に開設した。重傷者は、福井赤十字病院、小林医院、福井中央病院（平岡脳病院）、道明国民学校内の臨時救護所、福井中学校内の仮設病院、森田町第一国民学校内の仮設病院に収容された。

### 近隣町村の住民
県や市当局の要請に応じた炊き出し以外にも、握り飯、米、じゃがいもなど、他市町村民からの隣人愛による自発的な食糧援助も多く寄せられ、罹災市民を激励した。さらに、配給が順調に行われるまでに治安が回復し、自立復興の兆しが見え始めた22日には、握り飯に代えて米や塩・梅干などの副食物の配給も行われた。
布団・毛布や蚊帳などの寝具、衣服や炊事用具、ちり紙などの日用品も、県から市に割り当てられ、配給された。また、県内外の各市町村、各種団体、個人からも、支援物資および見舞金が数多く寄せられた。

## 応急復旧

### 市役所
20日未明、福井市役所は市長室に福井市災害対策本部を設置し、緊急の課長会議を開いて応急対策を決定し、直ちに罹災者に対する罹災証明書の発行事務が開始された。さらに、罹災者に対する食糧の供給、傷病者の救護、遺体の処理、罹災者の収容、援助物資の配給などに着手した。
初めに着手した応急対策は清掃事業で、市は坪あたり5円を交付して清掃を奨励しつつ、瓦礫の処理は国庫の補助を受けながら県と市で分担して実施した。
同年8月20日から市は、戦時災害保護法に基づく各種給与金の申請を受け付け、12月から支給を開始した。

### 水道
市水道局は、局員総出で水道施設の修理を行い、7月27日に一部通水を開始した。漏水箇所の応急修理は11月中旬に完了した。

### 電気
北陸配電福井支店は、空襲直後より昼夜兼行で復旧作業を進め、夜が明けた20日午前には、春江変電所、牧島変電所、橋南変電所など近隣の変電所から福井市の中心部へ送電し、官公庁、放送局、郵便局の業務が一部始まった。

### 住宅
住宅の復旧に関しては、疎開先から帰って自力で建て直す人も増えてきて、福井警察署の調査によると、同年10月中旬ごろには完成した本建築が1,190戸、建築中が821戸、バラック住居が1,804戸という状況だった。

### 学校
学校の授業は、焼け残った学校の校舎に焼失した学校の児童・生徒を収容したり、民家や寺社などを仮の教場としたりして、8月5日から一斉に再開された。授業の方法は、午前と午後の交替制や二部授業など、学校ごとに委ねられていた。もと通っていた児童の約半数は疎開先の学校に転校したため、それに伴って教員の一部は9月1日付で市外の学校へ転任となった。

### 鉄道

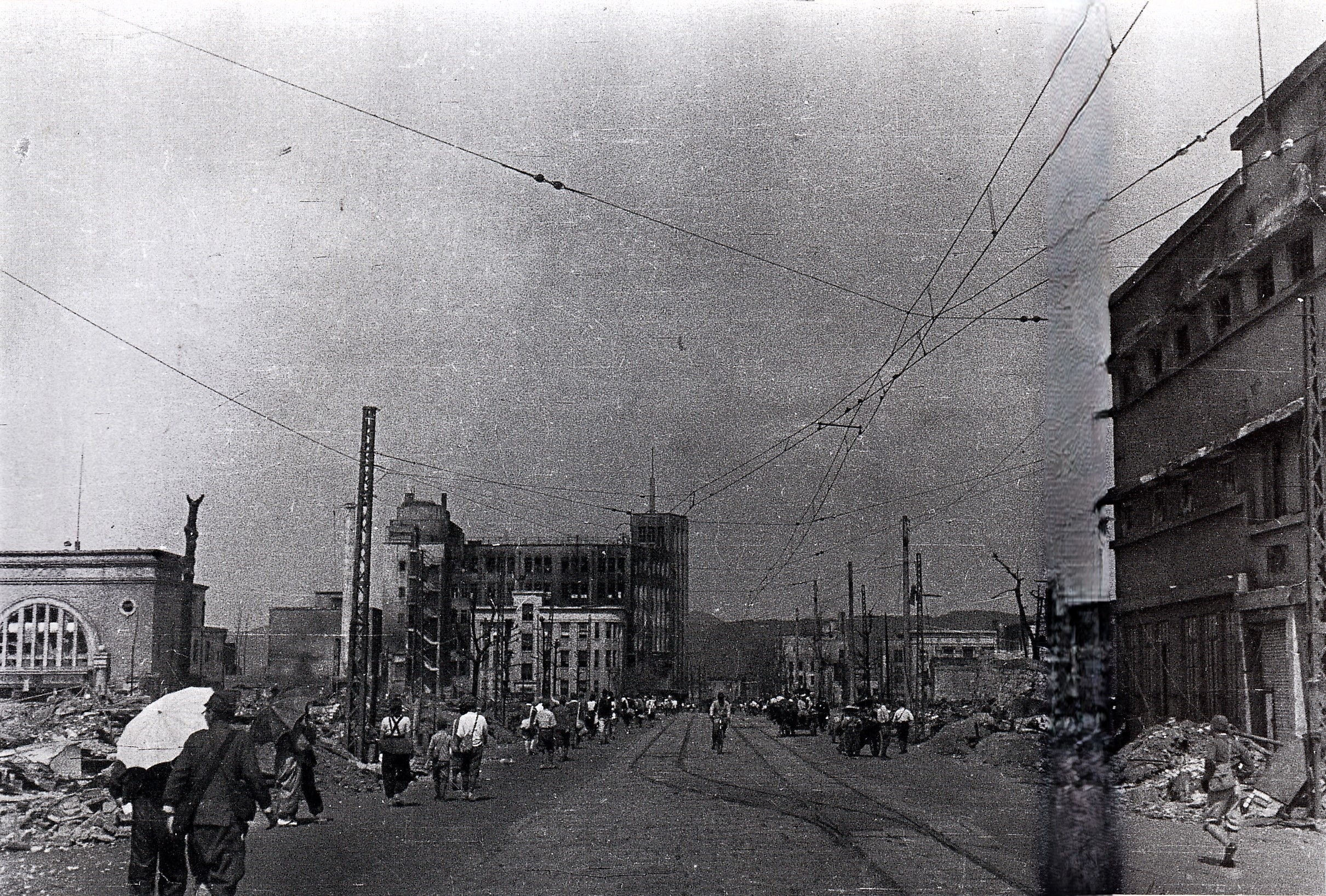
福井駅前通り（7月30日撮影）

20日午前10時には、国鉄北陸本線の福井駅－福井操車場間が下り線のみ開通し、関西方面へは汽車で行けるようになった。21日には定期券の旅客を、23日からは軍や公務関係の旅客を、25日には一般の旅客を取り扱い開始した。なお、同月末までは罹災証明書を提示すれば罹災者の運賃は無料とされた。
京福電鉄の電車は、駅が焼失した市内の区間を除き、越前本線（大野線）が20日から開発駅と大野三番駅の間で、三国芦原線（三芦線）も同日より新田塚駅と三国駅の間で、営業を再開した。

### バス
県バス（福井県乗合自動車）は、25日から運行を再開した。

## 復興と戦後

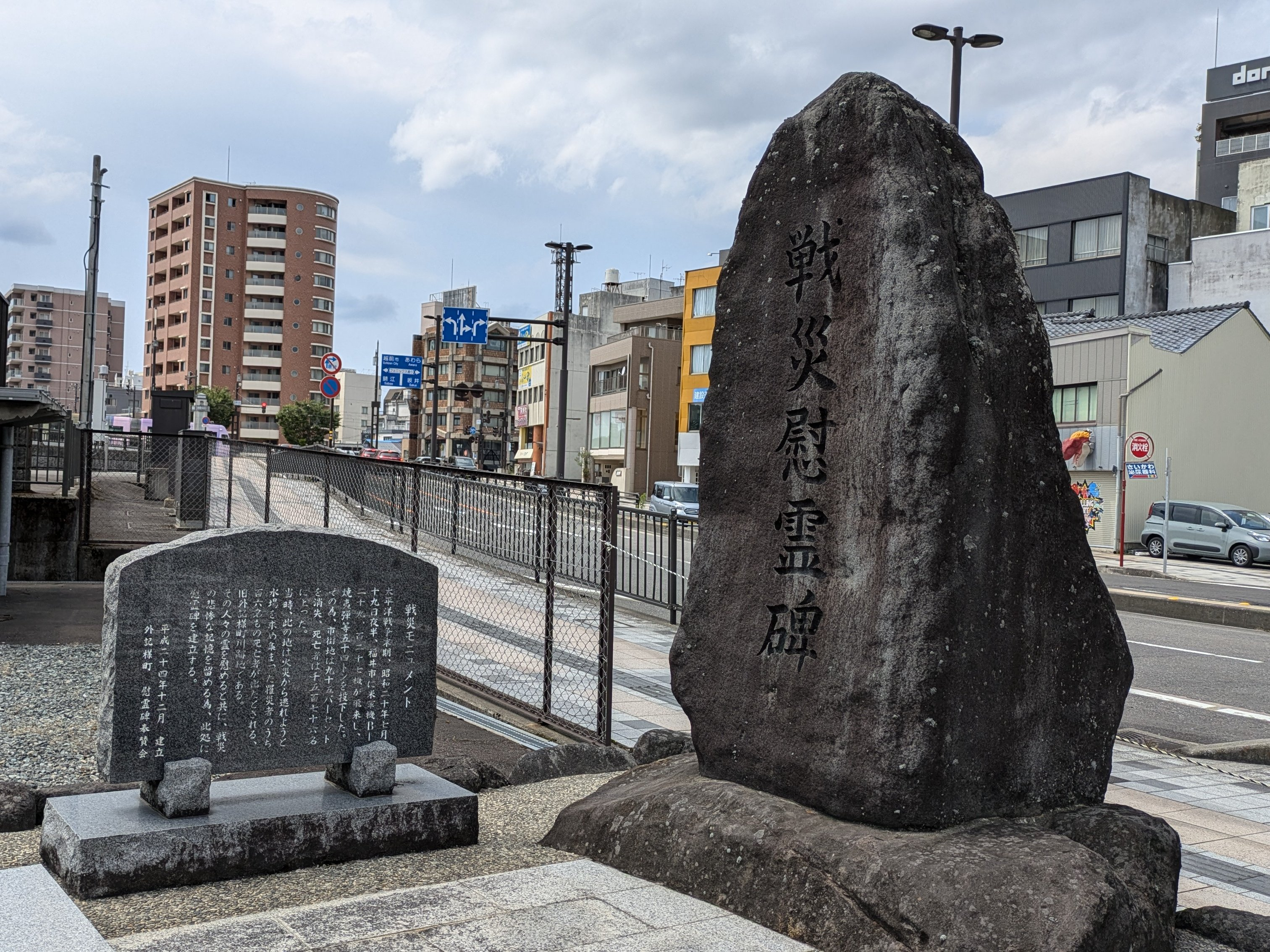
足羽川畔に立つ戦災慰霊碑

1945年（昭和20年）10月20日、福井市復興本部が発足し、同月に就任したばかりの熊谷太三郎市長の確固たる文化的思想と卓越した政治手腕のもと、復興都市計画が推し進められた。
住宅建設の迅速な実行を主張した宮田笑内県知事に対し、熊谷は都市計画の策定、特に道路計画の決定を急いだ。復興計画の基本方針に盛り込まれた、産業の発展と防火都市を実現するため、街路の幅員の大幅な拡大により、交通のスピード化が図られた。そのほか、市街地全域に総延長約172 kmの下水道を敷設して、環境衛生を改善すると同時に、排水の悪い市街地における足羽川流域の水害防止にも利用した。
1946年（昭和21年）1月に斎藤武雄知事が赴任して以後、福井市は福井県と共同で戦災復興事業を推進することとなり、同市にとって空前の大規模な復興都市計画事業および土地区画整理事業は、県が施行を担うことで合意された。
同年10月9日に福井市は特別都市計画法に基づく戦災都市の指定を受け、翌1947年（昭和22年）4月7日には土地区画整理設計が認可された。
戦災から2年が経った1947年（昭和22年）7月には、福井市戦災復興記念祭が開催された。
1948年（昭和23年）2月の時点で、福井市は区画整理の換地指定を完了していた。これは、全国でも2番目に早い復興であった。しかし、実際に移転が行われたのは50戸程度にとどまっていた。
その矢先、同年6月28日に福井大震災が福井市を襲い、同市街地は再び廃墟と化した。ところが、この震災により、都市計画遂行の妨げとなっていた要移転家屋の多くが倒壊したため、むしろ都市復興の歩みは促進される形となり、戦災復興都市計画は震災復興都市計画に名を改め、継続して遂行された。
この土地区画整理事業の総事業費は約7億600万円、施行区域面積は約557 ha、総移転戸数は約6000戸、整備された公園緑地は42か所（総面積にして約13 ha）、平均減歩率は約17%で、1966年（昭和41年）に換地処分された。
当空襲と続く地震による福井市の戦災・震災犠牲者の追悼式は、毎年6月28日に福井市小山谷町にある足羽山西墓地の戦災・震災犠牲者慰霊碑塔前で執り行われる。